# Rigano
A Rìgano szicíliai családnév, amely a szicíliai rìganu (oregánó) szóból származik. A Riganò családnév többnyire Dél-Calabriából, Olaszországból származik. Egy másik vezetéknév, a Rigani, szintén a majoránnából (oregánó) származik.

## Híres személyek
- Christian Riganò (1974) olasz labdarúgó, edző
- Joseph Rigano (1933–2014) amerikai karakterszínész
- Cliff Rigano, a Dry Kill Logic zenekar tagja